# Andrzej Wawrzyk
Andrzej Wawrzyk (ur. 26 września 1987 w Krakowie) – polski bokser, mistrz Polski wagi ciężkiej. Mierzy 195 cm wzrostu.

## Kariera
Swoją pierwszą walkę stoczył 18 listopada 2006 z czeskim bokserem Ervínem Slonką. 4-rundowy pojedynek wygrał jednogłośną decyzją sędziów na punkty. 
19 kwietnia 2008 otrzymał szansę walki o pas mistrza Polski wagi ciężkiej z Marcinem Najmanem. W 2. rundzie wygrał przez techniczny nokaut.
18 października 2008 zwyciężył przez nokaut w 8. rundzie z Holendrem Harrym Duivenem Juniorem. Stawką walki był młodzieżowy tytuł mistrza świata wagi ciężkiej WBC. 
29 listopada 2008 obronił pas mistrza Polski, zwyciężając jednogłośną decyzją sędziów na punkty Tomasza Bonina. 
9 maja 2009 obronił pas młodzieżowego mistrza świata WBC, pokonując przez techniczny nokaut w 6. rundzie Kenijczyka Raymonda Ochienga.
18 grudnia 2009 Wawrzyk wygrał jednogłośnie na punkty 10-rundowy pojedynek z byłym amatorskim wicemistrzem świata kategorii super ciężkiej, Ukraińcem Ołeksijem Mazikinem. Polak obronił w tym starciu pas młodzieżowego mistrza świata WBC. 
29 stycznia 2010 zadebiutował w USA na gali w Chicago. Po 8-rundowym pojedynku wygrał z Harveyem Jolly jednogłośnie na punkty, mimo iż w 4. rundzie był liczony. 
25 września 2010 na gali w warszawskim Torwarze, gdzie walką wieczoru był pojedynek o mistrzostwo świata WBC pomiędzy Krzysztofem Włodarczykiem a Jasonem Robinsonem, Andrzej Wawrzyk stoczył swoją 20 walkę na zawodowym ringu. Po 6-rundowym pojedynku pokonał Łotysza Pavelsa Dolgovsa.
25 czerwca 2011 podczas gali „Wojak Boxing Night” w Rzeszowie pokonał Niemca Andreasa Sidona przez nokaut w 1. rundzie.
10 września 2011 r. podczas gali na stadionie we Wrocławiu pokonał przez techniczny nokaut w 9. rundzie Amerykanina Devina Vargasa. 
12 listopada 2011 pokonał w 2. rundzie przez nokaut niepokonanego do tej pory Argentyńczyka Nelsona Dario Domingueza, zdobywając pasy WBC Baltic oraz WBA International.
2 czerwca 2012 Andrzej Wawrzyk zmierzył się z Dienisem Bachtowem. Po emocjonującym pojedynku, w którym w pierwszej rundzie Polak był liczony, Wawrzyk zwyciężył jednogłośnie na punkty, pokonując Rosjanina stosunkiem 99:92, 98:93 i 97:94, broniąc tym samym pas WBA International oraz zdobywając wakujący pas WBC CIS and Slovenian Boxing Bureau (CISBB).
23 marca 2013  Wawrzyk pokonał w Częstochowie jednogłośnie na punkty doświadczonego Roberta Hawkinsa.
17 maja 2013 Andrzej Wawrzyk przegrał w 3. rundzie przez techniczny nokaut, walkę o Mistrzostwo Świata federacji WBA z Aleksandrem Powietkinem.
1 lutego 2014 Andrzej Wawrzyk stoczył pierwszy pojedynek od momentu porażki z Aleksandrem Powietkinem. Na gali w Opolu, w 1. rundzie pokonał, przez techniczny nokaut, byłego pretendenta do tytułu Mistrza Świata federacji WBC - Danny'ego Williamsa.
15 marca 2014 na gali „Wojak Boxing Night” w Arłamowie, Wawrzyk pokonał przez techniczny nokaut w piątej rundzie byłego pretendenta do tytułu mistrza świata  Fransa Bothę.
Na 31 maja 2014 była zaplanowana w Lublinie walka Andrzeja Wawrzyka z Albertem Sosnowskim o tytuł Międzynarodowego Mistrzostwa Polski wagi ciężkiej, która została odwołana z powodu obrażeń odniesionych przez Wawrzyka w wypadku drogowym w maju 2014. Został zastąpiony przez Marcina Rekowskiego, który pokonał Sosnowskiego.
2 kwietnia 2016 na gali Polsat Boxing Night w Krakowie pokonał przez techniczny nokaut w 7. rundzie Marcina Rekowskiego. Była to jego pierwsza walka po przerwie spowodowanej wypadkiem samochodowym.
17 września 2016 pokonał Alberta Sosnowskiego (49-8-2, 30 KO) w czwartej walce gali Polsat Boxing Night. Pojedynek został przerwany w szóstej rundzie na skutek kontuzji łuku brwiowego.
Na 25 lutego 2017 została zaplanowana walka z Amerykaninem Deontayem Wilderem o tytuł mistrza świata wagi ciężkiej federacji WBC, jednak testy antydopingowe Andrzeja Wawrzyka dały wyniki pozytywne i w związku z tym pojedynek został odwołany.
Ponad sześć latach po swoim ostatnim zawodowym pojedynku powrócił do ringu 30 września 2022 w Łomży, gdzie stoczył walkę z Michałem Bołozem i został przez niego znokautowany w drugiej rundzie.
14 grudnia 2023 w Costa Mesie przegrał jednogłośną decyzją sędziowską z reprezentantem Bułgarii, Kubratem Pulewem (88-100, 89-99, 88-100).
1 lutego 2025 w walce wieczoru gali w Newark zmierzył się z niepokonanym Damianem Knybą. Przegrał przez techniczny nokaut w trzeciej rundzie.

## Lista walk zawodowych
| Wynik     | Rekord | Przeciwnik (bilans przed walką) | Rozstrzygnięcie | Runda | Data       | Miejsce           | Uwagi                                                                             |
| --------- | ------ | ------------------------------- | --------------- | ----- | ---------- | ----------------- | --------------------------------------------------------------------------------- |
| Przegrana | 34-5   | Damian Knyba (14-0)             | TKO             | 3/8   | 01.02.2025 | Newark            | Main Event                                                                        |
| Przegrana | 34-4   | Richard Lartey (15-6)           | KO              | 4/8   | 13.04.2024 | Rosemont          |                                                                                   |
| Przegrana | 34-3   | Kubrat Pulew (29-3)             | UD              | 10/10 | 14.12.2023 | Costa Mesa        |                                                                                   |
| Wygrana   | 34-2   | Kamil Bodzioch (6-2-1)          | KO              | 1/8   | 07.07.2023 | Rosemont          |                                                                                   |
| Przegrana | 33-2   | Michał Bołoz (3-4-2)            | KO              | 2/10  | 30.09.2022 | Łomża             |                                                                                   |
| Wygrana   | 33-1   | Albert Sosnowski (49-7-2)       | TKO             | 6/10  | 17.09.2016 | Gdańsk/Sopot      | Walka o tytuł Mistrza Polski w wadze ciężkiej                                     |
| Wygrana   | 32-1   | Marcin Rekowski (17-2)          | TKO             | 7/10  | 02.04.2016 | Kraków            |                                                                                   |
| Wygrana   | 31-1   | Mike Sheppard (24-18-1)         | TKO             | 3/10  | 26.09.2015 | Birmingham        |                                                                                   |
| Wygrana   | 30-1   | Patryk Kowoll (3-14)            | KO              | 2/8   | 21.07.2015 | Warszawa          |                                                                                   |
| Wygrana   | 29-1   | Francois Botha (48-10-3)        | TKO             | 5/10  | 15.03.2014 | Arłamów           | Walka o Międzynarodowe Mistrzostwo Polski wagi ciężkiej                           |
| Wygrana   | 28-1   | Danny Williams (45-20)          | TKO             | 1/8   | 01.02.2014 | Opole             |                                                                                   |
| Przegrana | 27-1   | Aleksandr Powietkin (25-0)      | TKO             | 3/12  | 17.05.2013 | Krasnogorsk       | Walka o Mistrzostwo Świata federacji WBA wagi ciężkiej                            |
| Wygrana   | 27-0   | Robert Hawkins (23-20)          | UD              | 6/6   | 23.03.2013 | Częstochowa       |                                                                                   |
| Wygrana   | 26-0   | Dienis Bachtow (35-7)           | UD              | 10/10 | 02.06.2012 | Bydgoszcz         | Obronił pas WBA International oraz zdobył pas WBC CIS and Slovenian Boxing Bureau |
| Wygrana   | 25-0   | Claus Bertino (13-2)            | UD              | 10/10 | 18.02.2012 | Racibórz          |                                                                                   |
| Wygrana   | 24-0   | Nelson Darío Domínguez (11-0-1) | KO              | 2/10  | 12.11.2011 | Gdynia            | Zdobył pasy WBC Baltic oraz WBA International wagi ciężkiej                       |
| Wygrana   | 23-0   | Devin Vargas (18-1)             | TKO             | 9/10  | 10.09.2011 | Wrocław           |                                                                                   |
| Wygrana   | 22-0   | Andreas Sidon (36-10)           | KO              | 1/8   | 25.06.2011 | Rzeszów           |                                                                                   |
| Wygrana   | 21-0   | Ivica Perković (15-9)           | UD              | 8/8   | 05.03.2011 | Krynica-Zdrój     |                                                                                   |
| Wygrana   | 20-0   | Pavel Dolgovs (5-8-1)           | UD              | 6/6   | 25.09.2010 | Warszawa          |                                                                                   |
| Wygrana   | 19-0   | Paul Butlin (12-10)             | UD              | 8/8   | 15.05.2010 | Łódź              |                                                                                   |
| Wygrana   | 18-0   | Lee Swaby (25-23-2)             | UD              | 8/8   | 20.03.2010 | Strzelce Opolskie |                                                                                   |
| Wygrana   | 17-0   | Harvey Jolly (10-12-1)          | UD              | 8/8   | 29.01.2010 | Chicago           |                                                                                   |
| Wygrana   | 16-0   | Ołeksij Mazikin (13-3-1)        | UD              | 10/10 | 18.12.2009 | Łódź              |                                                                                   |
| Wygrana   | 15-0   | Raymond Ochieng (17-8-2)        | TKO             | 5/10  | 09.05.2009 | Gdynia            |                                                                                   |
| Wygrana   | 14-0   | Edgars Kalnars (17-16)          | RTD             | 3/10  | 28.02.2009 | Lublin            |                                                                                   |
| Wygrana   | 13-0   | Tomasz Bonin (40-2)             | UD              | 10/10 | 29.11.2008 | Katowice          |                                                                                   |
| Wygrana   | 12-0   | Harry Duiven Jr (13-3-1)        | KO              | 8/10  | 18.10.2008 | Zabrze            |                                                                                   |
| Wygrana   | 11-0   | Aleksandrs Selezens (2-3)       | UD              | 6/6   | 31.05.2008 | Legnica           |                                                                                   |
| Wygrana   | 10-0   | Marcin Najman (12-3)            | TKO             | 2/10  | 19.04.2008 | Katowice          |                                                                                   |
| Wygrana   | 9-0    | Jawor Marinczew (2-2)           | UD              | 6/6   | 08.12.2007 | Bazylea           |                                                                                   |
| Wygrana   | 8-0    | Laszló Esztán (0-4)             | TKO             | 1/6   | 20.10.2007 | Warszawa          |                                                                                   |
| Wygrana   | 7-0    | Štefan Cirok (3-17-1)           | TKO             | 1/6   | 14.10.2007 | Częstochowa       |                                                                                   |
| Wygrana   | 6-0    | Dražen Ordulj (2-7-1)           | RTD             | 6/6   | 29.09.2007 | Oldenburg         |                                                                                   |
| Wygrana   | 5-0    | Ante Lovric (2-3)               | TKO             | 2/4   | 14.04.2007 | Stuttgart         |                                                                                   |
| Wygrana   | 4-0    | Peter Oravec (0-6)              | TKO             | 1/4   | 24.03.2007 | Wołów             |                                                                                   |
| Wygrana   | 3-0    | Aliaksandr Mazaleu (1-11)       | UD              | 4/4   | 03.03.2007 | Rostock           |                                                                                   |
| Wygrana   | 2-0    | Martin Štenský (0-8)            | TKO             | 2/4   | 25.11.2006 | Warszawa          |                                                                                   |
| Wygrana   | 1-0    | Ervín Slonka (3-22-1)           | UD              | 4/4   | 18.11.2006 | Steyr             | Debiut w boksie                                                                   |

Legenda: TKO – techniczny nokaut, KO – nokaut, UD – jednogłośna decyzja, SD- niejednogłośna decyzja, MD – decyzja większości, PTS – walka zakończona na punkty, RTD – techniczna decyzja sędziów